# Callichroma velutinum
Callichroma velutinum es una especie de escarabajo longicornio del género Callichroma, tribu Callichromatini. Fue descrita científicamente por Fabricius en 1775.
Se distribuye por Bolivia, Brasil, Guyana, Guayana Francesa, Perú, Surinam, Trinidad y Tobago y Venezuela. Mide 23-45 milímetros de longitud. El período de vuelo ocurre en los meses de septiembre y octubre.